# ホスホリパーゼA2

ホスホリパーゼの切断部位。ホスホリパーゼA2はsn-2位のエステル結合を加水分解する。

ホスホリパーゼA2 (phospholipase A2, PLA2, [EC 3.1.1.4]) はグリセロリン脂質のsn-2位のエステル結合を加水分解する酵素の総称である。脂肪酸とリゾリン脂質を遊離する。アラキドン酸を遊離することで、炎症性のメディエーターであるプロスタグランジンやロイコトリエン合成の起点となる。

## 分類
アミノ酸配列に基づいて、GI（グループ1）からGXVI（グループ16）の16のグループに分類される。グループ間の類似性によって、6つに大別される。

### 分泌型ホスホリパーゼA2
分泌型ホスホリパーゼA2 (secretory phospholipase A2. sPLA2) は13 kDa前後の比較的低分子のPLA2で、グループ1〜グループ3、グループ5、グループ9〜グループ13を含む。ヒスチジン残基とアスパラギン酸残基が活性に重要である。活性はカルシウムイオン依存性で，mMレベルの濃度を必要とする。ヘビ毒、ハチ毒（Bee venom）に含まれるものがある。

### 細胞質型ホスホリパーゼA2
細胞質型ホスホリパーゼA2 (cytosolic phospholipase A2, cPLA2) は哺乳類のもつホスホリパーゼA2。グループ4に分類される。6つの分子種（α, β, γ, δ, ε, ζ）が報告されている。セリン残基とアスパラギン酸残基が活性に重要である。 cPLA2γ以外の5つの分子はカルシウムイオンとの結合に必要と考えられるC2ドメインを持つ。cPLA2αでは、μMレベルのカルシウムイオンが活性に必要で、カルシウムイオン濃度の上昇によって、細胞質基質から小胞体、ゴルジ体へと移動する。

### カルシウムイオン非依存型ホスホリパーゼA2
カルシウムイオン非依存型ホスホリパーゼA2 (Calcium-independent phospholipase A2, iPLA2)は哺乳類のホスホリパーゼA2で、活性にカルシウムイオンを必要としない。グループ6に分類される。グループ6以外のホスホリパーゼA2の中にも、活性にカルシウムイオンを必要としないものは知られているが，カルシウムイオン非依存型と言ったときにはグループ6に分類される酵素のみを指す。6つの分子種（β, γ, δ, ε, ζ, η）が知られている。細胞質型ホスホリパーゼA2と同様、セリン残基とアスパラギン酸残基が活性に重要である。ε, ζ, ηの3つの分子種に関しては，ホスホリパーゼ活性だけでなく，トリアシルグリセリドリパーゼ活性も報告されている。

### 血小板活性化因子アセチルヒドラーゼ
血小板活性化因子アセチルヒドラーゼ (Platelet-activating factor acetylhydrolase, PAF-AH) は血小板活性化因子のsn-2位に結合しているアセチル基を加水分解により遊離する酵素である。グループ7、グループ8のホスホリパーゼA2が分類される。いずれもカルシウムイオンを活性に必要とせず、セリン残基、ヒスチジン残基、アスパラギン酸残基が活性に重要である。グループ7に属する酵素は、2つ報告されており、1つは分泌型で低比重リポタンパク質や高比重リポタンパク質と相互作用し、血漿に存在しているため、血漿型血小板活性化因子アセチルヒドラーゼ (plasma PAF-AH)、リポタンパク質関連ホスホリパーゼA2 (lipoprotein-associated phospholipase A2, Lp-PLA2) と呼ばれる。他方は細胞内に存在する酵素で、PAF-AH II と呼ばれる。
グループ8の血小板活性化因子アセチルヒドラーゼは活性中心を含む2つのαサブユニットと調節部位である1つのβサブユニットからなるヘテロ三量体タンパク質である。

### リソソーム型ホスホリパーゼA2
リソソーム型ホスホリパーゼA2（Lysosomal phospholipase A2, LPLA2）は哺乳類のホスホリパーゼA2。グループ15に分類される。レシチンコレステロールアシル基転移酵素様リゾホスホリパーゼ（Lecithin:cholesterol acyltransferase-like lysophospholipase, LLPL）に相同性の高いタンパク質として同定された。カルシウムイオン非依存性のホスホリパーゼA2活性，アシル基転移活性，1-O-アシルセラミド合成酵素活性を持つ。